# 玉帶弄蝶
玉帶弄蝶 別名玉帶弄蝶、小環弄碟、黑弄蝶、白斑弄蝶分佈全島平地至中海拔山區，偏好出現闊葉林或寄主植物周遭較開闊的環境，喜好訪花，亦會於稜線、樹梢進行領域佔有。一年多代。成蟲於林緣、溪流邊、樹冠邊等場所活動，訪花習性明顯。

## 特徵
雌雄班紋相似。軀體腹面泛白色，背面黑褐色，腹部有白色細環。前翅翅形接近三角形，翅頂圓鈍，外緣明顯呈弧形。後翅扇形。翅背面底色黑褐色。前翅中央有白色碎紋。翅面接近翅頂處有一列由白色小斑點組成之點列。後翅翅面有一白帶，以及一列由黑褐色斑點形成的弧形斑列。緣毛黑白相間。

## 生態習性
一年多代。成蟲於林緣、溪流、樹冠邊等場所活動，訪花習性明顯。本種休憩將翅平攤。

## 棲地分佈
玉帶弄蝶是常見的弄蝶，分佈在全島低海拔山區。